# Maciej Ciszewski
Maciej Ciszewski (ur. 21 grudnia 1971 r. we Wrocławiu) - szermierz, olimpijczyk z Barcelony 1992. 

w roku 1993 był mistrzem Polski w szpadzie. Na igrzyskach olimpijskich w 1992 w Barcelonie w turnieju indywidualnym szpadzistów odpadł w eliminacjach zajmując ostatecznie 37. miejsce, w turnieju drużynowym Polacy zajęli 12. miejsce.
Był zawodnikiem AZS Wrocław i Legii Warszawa.